# ジ・アカデミック
ジ・アカデミック（The Academic）はアイルランドのインディーロックバンド。メンバーはクレイグ・フィッツジェラルド、ディーン・ギャヴィン、マシュー・マータ、ステファン・マータの４人。

## 略歴

### 活動初期(2015-2017)
ジ・アカデミックはフィッツジェラルドとギャビン、マータ兄弟がローチフォートブリッジの中学校に通っていた時に結成された。当初、バンド名はフランス語のマジノ（Mafinot）であったが受け入れられず、その後サリンジャーの小説「ライ麦畑でつかまえて」に影響を受けてThe Academicにグループ名を変更した。
彼らは2015年の10月に最初のEPである『ルーズ・フレンズ』(Loose Friends)を発表し反響を受け、その後に行われたダブリンでの初公演の際にはEPがすべて売り切れた。

### アルバム『テールズ・フロム・ザ・バックシート』のリリース(2017–2019)
ジ・アカデミックは2017年7月にザ・ストロークスに影響を受けたアルバム『ベアー・クロウズ』(Bear Claws)をリリースした。このアルバムのミュージックビデオがYoutube上で初公開されると、48時間で100万回再生された。

また、2017年10月26日にアルバム『テールズ・フロム・ザ・バックシート』(Tales from the Backseat)を発表し、2017年7月12日にリリースした。このアルバムはアイルランドのアルバムチャートで1位となった。
このアルバムは2019年1月のChoice Music Prizeでアルバムオブザイヤーとなった。

### キャピトルレコードへの加入(2020-現在)
ジ・アカデミックは2020年3月にキャピトルレコードと契約し、2023年2月10日にセカンドアルバムである『シッティング・プリティ』(Sitting Pretty)をリリースした。このアルバムは2023年2月17日のアイルランドのアルバムチャートにランクインした。

## 芸術性
2018年、アイリッシュ・インディペンデント紙のインタビューの中で、彼らは2000年代のレトロロックにインスパイアされており、特にザ・ストロークスはバンドの形に大きく影響したと話している。

## メンバー
- クレイグ・フィッツジェラルド (Craig Fitzgerald) – リードボーカル、ギター
- マシュー・マータ (Matthew Murtagh) – ギター、バックボーカル
- ステファン・マータ (Stephen Murtagh) – ベース、バックボーカル
- ディーン・ギャヴィン (Dean Gavin) – ドラム、バックボーカル

## ディスコグラフィ

### アルバム
| タイトル                                                    | アルバムの詳細                                               | チャート最高位 |
| タイトル                                                    | アルバムの詳細                                               | IRE            |
| ----------------------------------------------------------- | ------------------------------------------------------------ | -------------- |
| テールズ・フロム・ザ・バックシート(Tales from the Backseat) | - リリース: 2018年1月12日 - レーベル: ルーム 6, ダウンタウン | 1              |
| シッティング・プリティ(Sitting Pretty)                      | - リリース: 2023年２月10日 - レーベル: キャピトルレコード    | 1              |

### EP
| タイトル                                   | EPの詳細                  | チャート最高位 |
| タイトル                                   | EPの詳細                  | IRE            |
| ------------------------------------------ | ------------------------- | -------------- |
| ルーズ・フレンズ(Loose Friends)            | - リリース: 2018年1月12日 | —              |
| アクティング・マイ・エイジ(Acting My Age)  | - リリース: 2020年7月10日 | 6              |
| コミュニティ・スピリット(Community Spirit) | - リリース: 2021年7月16日 | —              |